# Federgo

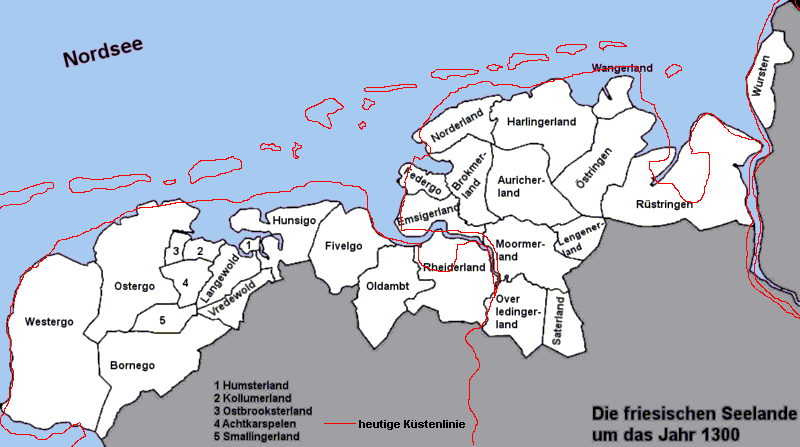
Die Friesischen Seelande um 1300

Der Federgo, auch  Federitga genannt, ist eine historische Landschaft, gelegen am nordwestlichen Rand Ostfrieslands direkt am Wattenmeer, welche in etwa die heutige Krummhörn umfasst. Vor dem Einbruch der Leybucht soll auch das Kirchspiel Norden noch zum Federgo gehört haben. Seinen Namen erhielt der Gau wohl nach einer dort wachsenden, auffälligen Sumpfpflanze.
Der Federgo grenzte im Osten an das Brookmerland und im Süden an das Emsigerland.